# Список индейских резерваций Флориды
Это — список индейских резерваций американского штата Флорида. Индейские народы (семинолы, микасуки, крики), проживающие на территории штата, относятся к маскогской языковой семье.

## Резервации
| Название     | Год образования | Этнос                     | Численность населения (2020) | Площадь (км²) | Округа               |
| ------------ | --------------- | ------------------------- | ---------------------------- | ------------- | -------------------- |
| Биг-Сайпресс | 1911            | семинолы                  | 239                          | 213,68        | Хендри, Брауард      |
| Брайтон      | 1938            | семинолы                  | 438                          | 148,02        | Глейдс               |
| Иммокали     | 1989            | семинолы                  | 197                          | 2,492         | Коллиер              |
| Миккосуки    | 1962            | микасуки                  | 535                          | 332,18        | Брауард, Майами-Дейд |
| Порч-Крик    | 1984            | крики                     | 287                          | 1,615         | Эскамбия             |
| Тампа        | 1980            | семинолы                  | 0                            | 0,182         | Хилсборо             |
| Форт-Пирс    | 1995            | семинолы, чёрные семинолы | 52                           | 0,245         | Сент-Луси            |
| Холливуд     | 1911            | семинолы                  | 1426                         | 2,05          | Брауард              |